# ميغيل ألفونسو هيريرو
ميغيل ألفونسو هيريرو (بالإسبانية: Míchel Herrero)‏ (مواليد 29 يوليو 1988 في بورخاسوت - إسبانيا) لاعب كرة قدم إسباني يلعب حاليا لصالح نادي الدرجة الأولى فالنسيا الإسباني منذ 2012 في مركز المهاجم .

## روابط خارجية
- ميغيل ألفونسو هيريرو على موقع قاعدة بيانات كرة القدم.إي يو (الإنجليزية)
- ميغيل ألفونسو هيريرو على موقع Soccerway.com (الإنجليزية)
- ميغيل ألفونسو هيريرو على موقع AS.com (الإسبانية)